# Ropienka
Ropienka (ukrán nyelven: Ропенка) Lengyelország délkeleti részén, a Kárpátaljai vajdaságban, a Bieszczadi járásban, Gmina Ustrzyki Dolne község területén található település, közel a lengyel–ukrán határhoz.A község központjától, Ustrzyki Dolnétől 13 kilométernyire északnyugatra található és a vajdaság központjától, Rzeszówtól 67 kilométernyire található délkeleti irányban.

## Történelme
Az 1772. július 2-án megkötött szentpétervári egyezmény alapján Ropienka és Galícia többi része a Habsburg Birodalomhoz került Lengyelország első felosztásakor.
1890-ben postahivatal nyílt a Leskói járásban.

## Fordítás
Ez a szócikk részben vagy egészben  a   Ropienka című angol Wikipédia-szócikk ezen változatának fordításán alapul.  Az eredeti cikk szerkesztőit annak laptörténete sorolja fel. Ez a jelzés csupán a megfogalmazás eredetét és a szerzői jogokat jelzi, nem szolgál a cikkben szereplő információk forrásmegjelöléseként.